# エドガラス・チェスナウスキス
エドガラス・チェスナウスキス（Edgaras Česnauskis、1984年2月5日 - ）は、リトアニア、クルシェナイ出身の元サッカー選手。現役時代のポジションはMF。兄のデイヴィダス・チェスナウスキスもサッカー選手である。

## 所属クラブ
- FKエクラナス・パネヴェジース 2000-2003
- ディナモ・キエフ 2003-2005
- サトゥルン・ラメンスコーエ 2006-2008
- FCモスクワ 2008-2009
- FCディナモ・モスクワ 2010
- FCロストフ 2011-2015